# De Tomaso Deauville (2011)

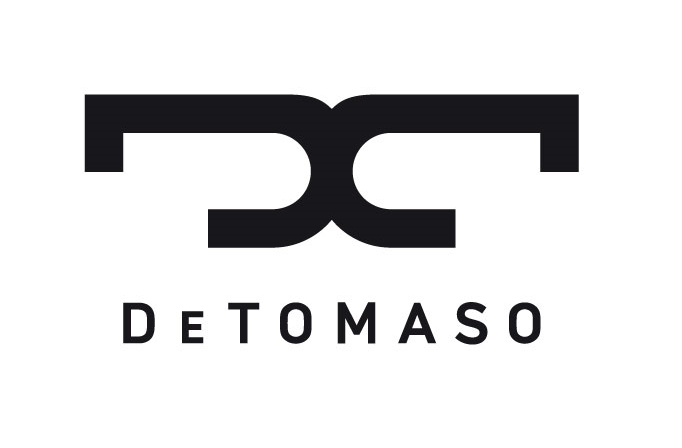
Modernisiertes Logo

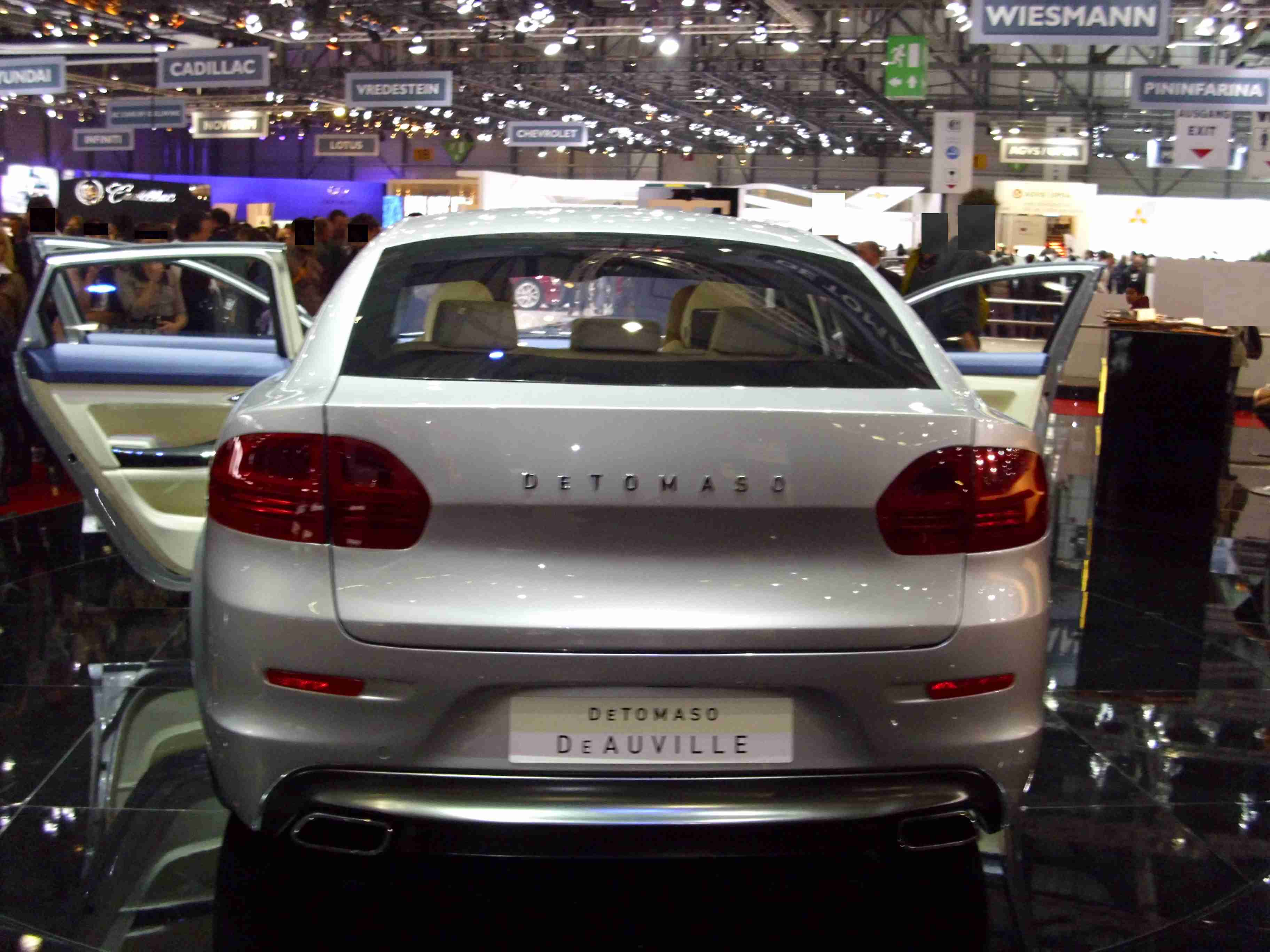
Heckpartie des De Tomaso Deauville

Unter dem Namen De Tomaso Deauville präsentierte De Tomaso Automobili im März 2011 den Prototyp eines fünftürigen Geländewagens. Mit ihm sollte der Markenname De Tomaso nach etwa zehnjähriger Unterbrechung wieder verwendet werden. Das Fahrzeug war vollständig neu konstruiert; es besteht keine technische Ähnlichkeit zu der gleichnamigen Sportlimousine, die in den 1970er und 1980er Jahren in kleinen Stückzahlen hergestellt wurde. Eine Serienproduktion wurde bis zur Insolvenz 2012 nicht aufgenommen.

## Die Konstruktion
Der Deauville ist ein geländegängiges Crossover-Fahrzeug, das konzeptionell und stilistisch Merkmale des BMW X6, des BMW 5er GT und des Lexus RX aufgreift. Wie diese hat der Deauville einen sehr hohen Aufbau und ein flach abfallendes Fließheck mit großer Heckklappe, das die Nutzbarkeit des Kofferraums einschränkt. Die Karosserie wurde von Pininfarina entworfen. Die Frontpartie trägt einen auffallenden Kühlergrill und flache, Sportlichkeit suggerierende Scheinwerfer. Die seitlichen Fenster haben stark gerundete Linien.
Anfänglich sollte der Wagen mit einem 2,8 Liter großen Ottomotor mit sechs Zylindern und Turboaufladung, der aus dem Opel Insignia stammt, verkauft werden. Er leistet nach Werksangaben 221 kW (300 PS). Von Opel stammt auch das automatische Sechsganggetriebe. Später sollte alternativ ein 368 kW (500 PS) starker Achtzylindermotor sowie ein 184 kW (250 PS) leistender Dieselmotor angeboten werden, der bei VM entwickelt werden sollte. Der permanente Allradantrieb wurde nicht von De Tomaso Automobili selbst entwickelt, sondern sollte von europäischen Zulieferern bezogen werden. Das Fahrwerk hat MacPherson-Federbeine, Querlenker und hydraulisch unterstützte Zahnstangenlenkung vorn und eine Mehrlenkerachse hinten.

## Fahrleistungen
Werksangaben zu den Fahrleistungen liegen bislang nur für die mit dem Opel-Motor ausgestattete Version des Deauville vor. Danach betragen die Höchstgeschwindigkeit 250 km/h (abgeregelt) und die Beschleunigung von 0 auf 100 km/h 6,7 Sekunden. Zum Verbrauch und zum Abgasverhalten liegen keine Informationen vor.

## Produktion
Der De Tomaso Deauville wurde im März 2011 auf dem Genfer Auto-Salon öffentlich vorgestellt. Die Fahrzeuge sollten teilweise in Handarbeit in dem ehemaligen Pininfarina-Werk in Grugliasco hergestellt werden, das De Tomaso Ende 2009 übernahm. Eine Serienproduktion kam bis 2012 wegen finanzieller Schwierigkeiten des Unternehmens nicht zustande. Nach Presseberichten hat De Tomaso die Produktionsrechte an dem Geländewagen zwischenzeitlich an ein chinesisches Unternehmen verkauft.